# 기자토촌
기자토촌(基里村)은 일본 사가현 미야키군에 설치되었던 촌이다. 현재의 도스시의 일부에 해당한다.